# Prélude et fugue en sol majeur (BWV 884)
Le Clavier bien tempéré II
Pour un article plus général, voir Le Clavier bien tempéré.
Le prélude et fugue en sol majeur, BWV 884 est le quinzième couple de préludes et fugues du second livre du Clavier bien tempéré de Jean-Sébastien Bach, compilé de 1739 à 1744.
Ce diptyque en sol majeur forme un numéro plein de charme et de simplicité. La petite fugue sans prétention qui suit son prélude carillonne ses guirlandes d'arpèges.

## Prélude
Ce diptyque est une récréation dans l'ouvrage et « l'irruption au sein du vieil âge d'un pur écho de la jeunesse ».
Le prélude à cinq voix est noté 
. Il comprend 48 mesures, en deux sections avec reprise AA—BB ; respectivement 16 mesures puis 32 réparties en 12, 8 et 12. Contrairement aux affirmations de beaucoup d'éditions ( à 132 !), le tempo — à en croire les gruppettos des mesures 13, 26, 27 et 45 — invite à plus de modération.

## Fugue
La fugue à trois voix, notée 
, est longue de 72 mesures. 
Le sujet, constitué de guirlandes d'arpèges d'accords parfait carillonnants et de septièmes de l'aigu à la basse, est parmi les plus longs et embrasse à lui seul un ambitus de onzième. Après l'exposition (mesure 20), le sujet ne revient que trois fois : successivement basse, soprano, alto, mesures 33, 40 et 65, pour conclure.
Malgré la longueur de son sujet, cette fugue est bien une petite fugue, dans le style d'une petite toccata qui sent l'improvisation. Aucune construction savante ici, la structure est assez libre, ajoutant même une quatrième voix momentanément (mesures 30–31 et 60), pour des raisons d'harmonie. Un passage de bravoure en triples croches gravissant trois octaves, amène la conclusion (mesures 62–64).
Le contre-sujet est simple, mais Bach le mêle à un second au soprano mesure 16.

## Genèse
Bach a écrit trois versions du prélude pour accompagner la fugue sans ambition qui suit, alors qu'elle s'appelait encore fughette. Le premier (BWV 902a), de 33 mesures, date certainement des premières années de Cöthen.

Ensuite, sans doute à Leipzig, Bach conçoit un prélude de vaste proportion en deux parties de 28 mesures chacune (BWV 902). Tellement développé que la fugue est écrasée et que Bach le rejette également.

## Manuscrits
Les manuscrits considérés comme les plus importants sont de la main de Bach lui-même ou d'Anna Magdalena. Ils sont :
- source « A », British Library Londres (Add. MS. 35 021), compilé dans les années 1739–1742[6]. Comprend 21 paires de préludes et fugues : il manque  ut  mineur, ré majeur et fa mineur (4, 5 et 12), perdues[6] ;
- source « B », Bibliothèque d'État de Berlin (P 430), copie datée de 1744, de Johann Christoph Altnikol[7].

## Postérité
Théodore Dubois en a réalisé une version pour piano à quatre mains, publiée en 1914.